# Barb Wire (film)
Barb Wire è un film del 1996, diretto da David Hogan.
È ispirato all'omonimo personaggio dei fumetti Dark Horse creato da Chris Warner e dal Team CGW (della linea editoriale Comics Greatest World).

## Trama
Nel 2017, gli Stati Uniti d'America sono caduti in una guerra civile, combattuta rispettivamente da una giunta militare neonazista e un esercito ribelle che si rifà agli antichi modelli democratici degli USA. In questo conflitto, la ribelle Barbara Kopetski lascia le file dell'esercito per ritirarsi nella città neutrale di Steel Harbor per gestire un bar. Ma il suo passato si ripresenta alla sua porta quando il suo ex compagno la contatta per proteggere la dottoressa Devonshire, una disertrice della giunta che sta tentando di raggiungere il Canada, la quale ha con sé importanti ritrovati tecnologici che possono variare il corso della guerra in base a chi li utilizzerà. Nonostante la sua disillusione, Barbara deciderà di aiutare nuovamente i ribelli per la loro causa.

## Accoglienza
Il film, stroncato dalla critica, è stato un fiasco anche al botteghino. Nonostante abbia avuto una nomination agli MTV Movie Award del 1997 nella categoria "Miglior combattimento", ha anche ottenuto sei nomination ai Razzie Award del 1996 nelle categorie di "Peggior film", "Peggiore sceneggiatura", "Peggior attrice" (Pamela Anderson), "Peggior canzone originale" (Welcome to Planet Boom! (a.k.a. This Boom's for You) di Tommy Lee), "Peggior coppia sullo schermo" (Pamela Anderson) e "Peggiore nuova star" (Pamela Anderson), vincendo quest'ultimo titolo.